# Värtan Gas Stockholm
Värtan Gas Stockholm AB är ett lokalt gasdistributionsföretag i Stockholm, Solna och Sundbyberg. Det äger ett lokalt distributionsnät och driver detta. Värtan Gas Stockholm har dotterbolagen Stockholm Gas AB och Gasnätet Stockholm AB.
Gasnätet Stockholm AB äger en äger en förgasningsanläggning för flytande naturgas från Nynäshamns LNG-terminal och gasledningar till omkring 58.000 lägenheter, villor, restauranger och industrier i Stockholm, Solna och Sundbyberg samt till ett antal tankstationer och bussdepåer. Den distribuerade gasen består huvudsakligen av biogas. 
Stockholm Gas AB levererar naturgas, biogas och stadsgas till slutkund.  
Värtan Gas Stockholm AB ägs av SDCL Energy Efficiency Income Trust plc, ett brittiskt finansföretag som är börsnoterat på Londonbörsen. SDCL Energy Efficiency äger verksamhet i främst Storbritannien, övriga Europa och Nordamerika, bland annat kraftvärmeverk i Spanien och USA. 

## Historik
Värtan Gas Stockholm AB har sina rötter i Stockholms stads kommunala verksamheter Gaslysnings-aktie-bolaget, Stockholms gasverk och Stockholm Energi samt Birka Energi, från 2001 ägdes av finländska Fortum. Gasproduktionen i Värtagasverket lades ned 2011 och gasdistributionen såldes 2016 av AB Fortum Värme AB till det brittiska finansföretaget iCON Infrastructure. År 2020 köptes gasverksamheten av det brittiska SDCL Energy Efficiency Income Trust plc.